# Жуниньо Фонсека
Алсидес Фонсека Жуниор (порт.-браз. Alcides Fonseca Júnior; 29 августа 1958, Олимпия (Сан-Паулу)), более известный под именем Жуниньо Фонсека (порт.-браз. Juninho Fonseca) — бразильский футболист, центральный защитник. Провёл за сборную Бразилии 4 матча.

## Карьера
Жуниньо родился в футбольной семье: его отец был президентом футбольной лиги Олимпиенсе. Он начал карьеру в футбольной школе клуба «Понте-Прета», а через год с юниорской сборной Бразилии участвовал в международном турнире в Каннах. В 1976 году он дебютировал в основном составе команды, куда его позвал тренер Армандо Ренганески, после травмы Оскара в 1978 году, он стал регулярно играть в стартовом составе. Что позже привело к уходу центральных защитников команды Оскара в «Нью-Йорк Космос», а Жозе Полоцци в «Палмейрас». В том же году он получил тяжёлую травму колена, из-за чего пропустил почти весь сезон, восстановившись лишь к последним матчам чемпионата штата, в котором его клуб занял второе место. В 1982 году он поехал на чемпионат мира в составе сборной Бразилии в качестве дублёра Луизиньо и Оскара, но не провёл на турнире ни минуты. На следующий год он перешёл в «Коринтианс» за 110 млн крузейро, плюс «Понте-Прета» оставила у себя 15% прав на футболиста. В первый же год Жуниньо помог клубу выиграть чемпионат штата Сан-Паулу. За клуб он выступал 4 сезона, проведя 152 матча (68 побед, 52 нинчьи и 30 поражений), он забил 2 гола в чужие ворота и один в свои. Оттуда в 1985 году он ушёл в «Жувентус», затем играл за «Васко да Гаму» и вновь «Жувентус». В 1987 году он перешёл в «Крузейро», сыграв лишь в 4 матчах, а через год играл за «XV ноября» и «Атлетико Паранаэнсе». Жуниньо выступал за «Сан-Жозе», «Понте-Прету», «Насьонал» и «Олимпию». Последним клубом в карьере защитник стал японский «Ёмиури», с которым выиграл два чемпионата Японии.
Жунино начал тренерскую карьеру с юниорской командой «Понте-Преты». В 1999 году он стал главным тренером клуба «Португеза Деспортос». В 2000 году Жуниньо тренировал клуб «Комерсиал», который выступал очень неудачно, «Парагуэнсе» и «Америка» из Сан-Жозе-ду-Риу-Прету. Тренировал «Сампайо Корреа» и «Трези». В 2003 году он стал ассистентом Жуниора на посту главного тренера «Коринтианса». После того, как тот ушёл в отставку, Жуниньо стал главным тренером команды. «Коринтианс» под его руководством провёл 17 игр, из которых 5 выиграл, 4 сыграл вничью и 8 проиграл; разница мячей — 17 забито и 20 пропущено. После трёх месяцев Жуниньо был уволен. Он недолго тренировал «СЭР Кашиас», а в 2005 году Жуниньо возглавил клуб «Нороэсте». Годом позже он приостановил тренерскую карьеру и занял должность спортивного секретаря города Рибейран-Прету. В 2008 году Жуниньо стал главным тренером клуба «Франкана», и затем в том же году ушёл оттуда, перейдя в школу клуба Сан-Бернарду. С 2012 по 2014 год он работал в школе «Ботафого» из Рибейран-Прету. В 2014 году он тренировал клуб «Ивиньема», а в 2015 году клуб «Атлетико Пернамбукано». С 2017 года он работал спортивным комменатором на радиостанции Rede Fé.

## Международная статистика
| Матчи Жуниньо Фонсеки за сборную Бразилии | Матчи Жуниньо Фонсеки за сборную Бразилии | Матчи Жуниньо Фонсеки за сборную Бразилии | Матчи Жуниньо Фонсеки за сборную Бразилии | Матчи Жуниньо Фонсеки за сборную Бразилии | Матчи Жуниньо Фонсеки за сборную Бразилии | Матчи Жуниньо Фонсеки за сборную Бразилии |
| ----------------------------------------- | ----------------------------------------- | ----------------------------------------- | ----------------------------------------- | ----------------------------------------- | ----------------------------------------- | ----------------------------------------- |
| №                                         | Дата                                      | Место проведения                          | Оппонент                                  | Счёт                                      | Голы                                      | Турнир                                    |
| 1                                         | 25 сентября 1980                          | Асунсьон                                  | Парагвай                                  | 2:1                                       | —                                         | Товарищеский матч                         |
| 2                                         | 1 февраля 1981                            | Богота                                    | Колумбия                                  | 1:1                                       | —                                         | Товарищеский матч                         |
| 3                                         | 8 июля 1981                               | Салвадор                                  | Испания                                   | 1:0                                       | —                                         | Товарищеский матч                         |
| 4                                         | 26 августа 1981                           | Сантьяго                                  | Чили                                      | 0:0                                       | —                                         | Товарищеский матч                         |

## Достижения

### Командные
- Чемпион штата Сан-Паулу: 1983
- Обладатель Кубка Гуанараба: 1986
- Чемпион Японии: 1990/1991, 1991/1992

### Личные
- Обладатель Серебряного мяча Бразилии: 1982